# Småtjärnarna (Hede socken, Härjedalen, 691101-136287)
Småtjärnarna är en sjö i Härjedalens kommun i Härjedalen och ingår i Ljusnans huvudavrinningsområde.